# Намыв (Николаев)
Намыв — микрорайон Николаева, часть Заводского района. Находится на западе города. Добраться до него можно с помощью городского транспорта через микрорайон «Лески».
История Намыва начинается в 70-х годах XX века. В акватории Бугского лимана было искусственно намыто 130 гектаров суши. Микрорайон на 50 тысяч жителей построен в 1976 году. Создателем проекта микрорайона был архитектор О. В. Старушко, награждённый за проект первой премией Госстроя УССР.

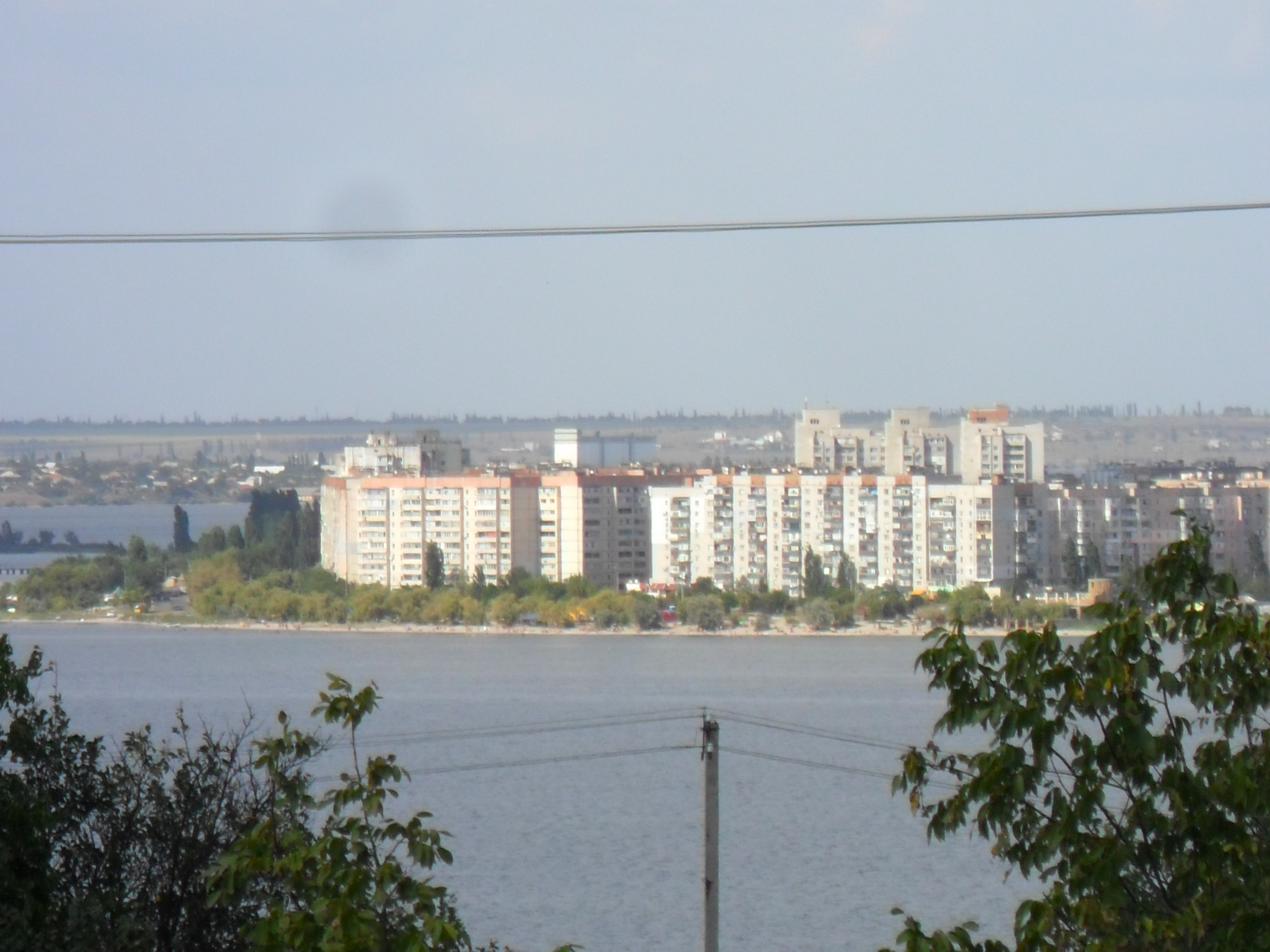
Вид на Намыв

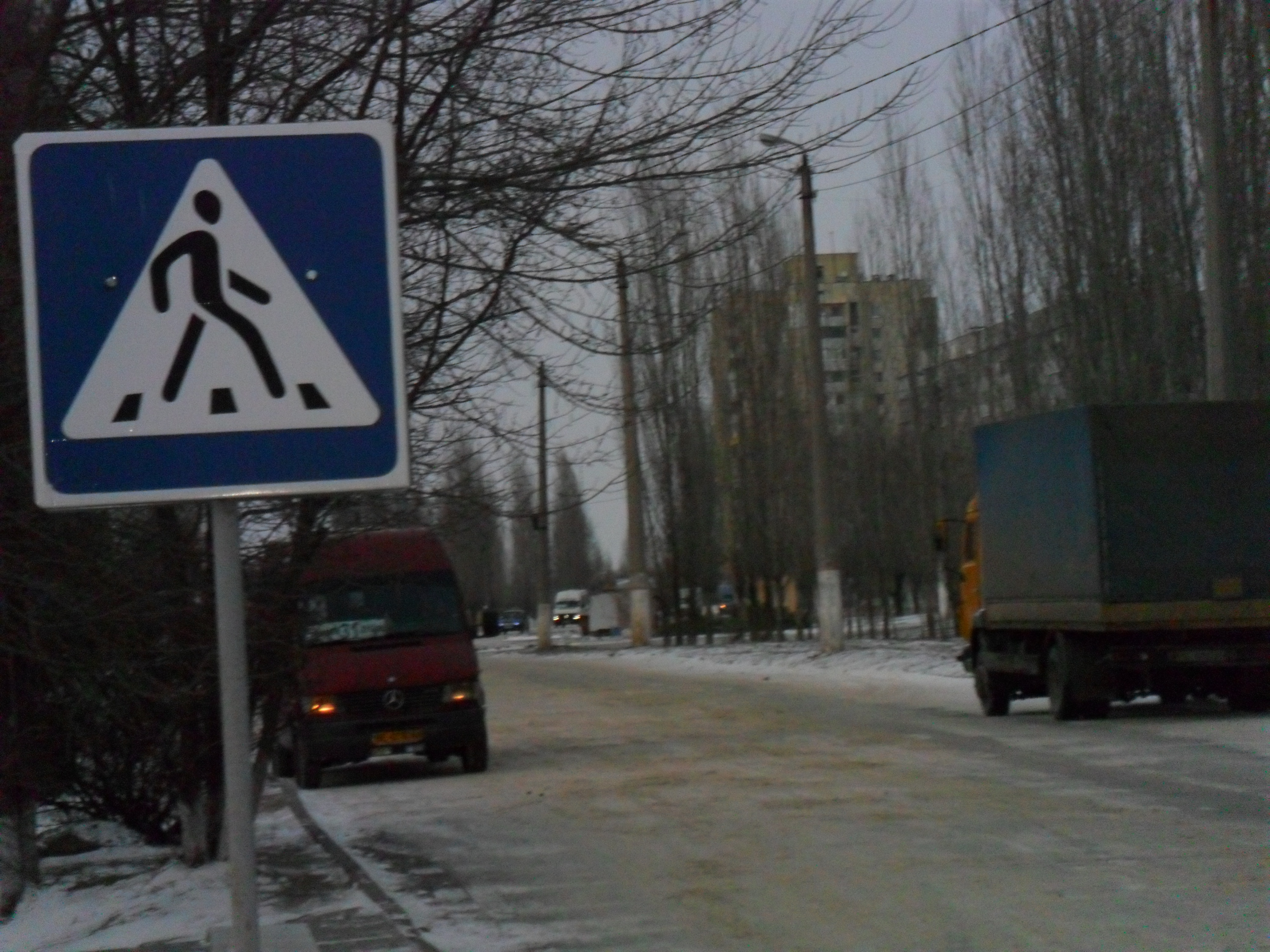
Намыв, ул. Лазурная
(конечная маршрутки 31)

В микрорайоне есть несколько общеобразовательных заведений (в том числе Николаевская гимназия № 4, школа № 57), рынок, а также пляжный комплекс «Лазурный». 
Основные улицы микрорайона: Озёрная, Лазурная.